# Piktowie

Wyspy Brytyjskie VI-VII wieku n.e. (dla ułatwienia naniesiono współczesne nazwy geograficzne)

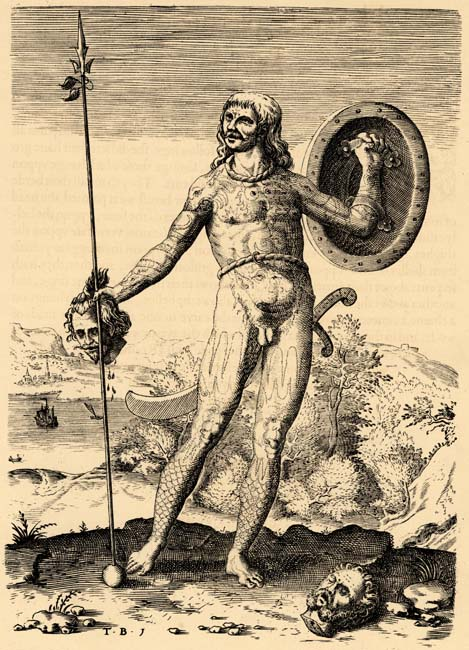
Miedzoryt przedstawiający Pikta, autorstwa Théodora de Bry, XVI wiek

Piktowie (łac. picti „pomalowani”, ze względu na ciała pokryte tatuażami) – nazwa stosowana przez starożytnych Rzymian na określenie grupy plemion zamieszkujących ziemie obecnej Szkocji (na północ od rzek Forth i Clyde) w okresie między przybyciem Rzymian do północnej Brytanii (ok. 100 roku n.e.) a połową IX wieku. W okresie panowania rzymskiego dwoma ważnymi plemionami piktyjskimi byli Werturionowie (Verturiones), którzy mieszkali nad górnym Forth i rzeką Earn, oraz Kaledończycy. Źródła piktyjskie używają nazwy Cruithin jako nazwy własnej.
Wszelkie pisemne przekazy autorstwa samych Piktów zaginęły. Pozostała pojedyncza kronika, a raczej lista królów piktyjskich. Istnieją jednak materiały rzymskie, irlandzkie i anglosaskie, które dają pewne, choć niewielkie, wyobrażenie na temat historii Piktów. 
Ich nazwa pochodzi od łacińskiego słowa picti („pomalowani”) i odzwierciedla fakt, że wojownicy Piktów mieli zwyczaj malować i tatuować ciała. Tradycyjną nazwą spotykaną w Szkocji jest Pechs i obecnie wysuwa się przypuszczenie, że być może nazwa „Pikt” jest zniekształceniem innego słowa, być może nazwy plemienia. Piktowie sami siebie nazywali Cruthini. 
Przynależność etniczna i językowa Piktów nie jest jasna, zapewne jednak byli ludem heterogenicznym, powstałym z przemieszania ludów przedindoeuropejskich z Celtami. Prawdopodobnie byli bardziej związkiem militarnym różnych plemion niż narodem. Historycy rzymscy dzielili Piktów na Kaledonów i Werturionów, ale zasada tego podziału nie jest jasna. 
We wczesnym średniowieczu Piktowie utworzyli państwo oparte na matrylinearnej zasadzie dziedziczenia władzy. W V–VI wieku zostali schrystianizowani, przede wszystkim za sprawą świętego Kolumbana. Zamieszkiwali obszar na północ od Muru Antoninusa, a w 843 roku połączyli się ze Szkotami pod wodzą Kennetha I, tworząc królestwo Alby. Po śmierci Konstantyna II w 943 władcy szkoccy nie przyjmowali już tytułu króla Piktów.
Z wyglądu Piktowie opisywani byli jako niscy, brodaci mężczyźni o krępej budowie ciała.

## Społeczeństwo
Podobnie jak większość ludzi z północy Europy w okresie późnej starożytności, Piktowie byli rolnikami żyjącymi w małych społecznościach. Bydło i konie były wyznacznikiem dobrobytu oraz prestiżu, owce i świnie były hodowane stadnie, a nazwy miejscowości wskazują na sezonowe wędrówki bydła. Zwierzęta nie osiągały dużych rozmiarów, pomimo transportu koni z Brytanii do Irlandii w celu powiększenia gatunku. Ze źródeł irlandzkich wynika, iż elita rywalizowała o rasę zwierząt, co miało miejsce również na ziemiach Piktów. Rzeźby przedstawiają sceny polowania z psami oraz jastrzębiami, co było niespotykane w Irlandii. Uprawiano pszenicę, jęczmień, owies i żyto oraz warzywa takie jak jarmuż, kapusta, cebula, por, groch, rzepa czy marek kucmerka. Rośliny takie jak czosnek niedźwiedzi, pokrzywa i rzeżucha zbierano w puszczy. Pasterstwo umożliwiło ludziom łatwy dostęp do materiałów, m.in. skóry. Wełna i len były głównymi surowcami wykorzystywanymi w krawiectwie, choć niewykluczone, że znalazły również zastosowanie w produkcji oleju oraz służyły jako pożywienie. Ryby, małże, foki i wieloryby były wyławiane wzdłuż wybrzeży oraz z rzek. Mięso i mleko oswojonych zwierząt stanowiły znaczną część diety przeciętnych mieszkańców, podczas gdy posiłki elity były bogate w mięso pochodzące z hodowli oraz polowania.